# Sara Sommerfeld
Sara Anita Sommerfeld (ur. 28 października 1977 w Sollentunie) – szwedzka aktorka, pochodząca z rodziny polskich Żydów.
Urodziła się w Sollentunie w rodzinie żydowskich emigrantów, którzy opuścili Polskę po wydarzeniach marcowych w 1968. Swoją karierę aktorską rozpoczęła w wieku 10 lat. W 2001 ukończyła Szwedzką Narodową Akademię Teatralną w Göteborgu.

## Filmografia
- 1989: Maskrosbarn
- 1990: Kaninmannen
- 1992: Den goda viljan
- 1993: Sökarna
- 1995: Uwolnić orkę 2 (Free Willy 2: The Adventure Home)
- 1996: Vänner och Fiender
- 1999: Noll tolerans
- 2000: Vingar av glas
- 2001: Atlantis - the Lost Empire
- 2001: Minoes
- 2001: Tsatsiki - Vänner för alltid
- 2003: Hem till Midgård
- 2004: Hjärtslag
- 2004: Shark Tale
- 2005: En decemberdröm
- 2006: Babas bilar
- 2006: Beck - Advokaten